# Fontaine-l'Évêque

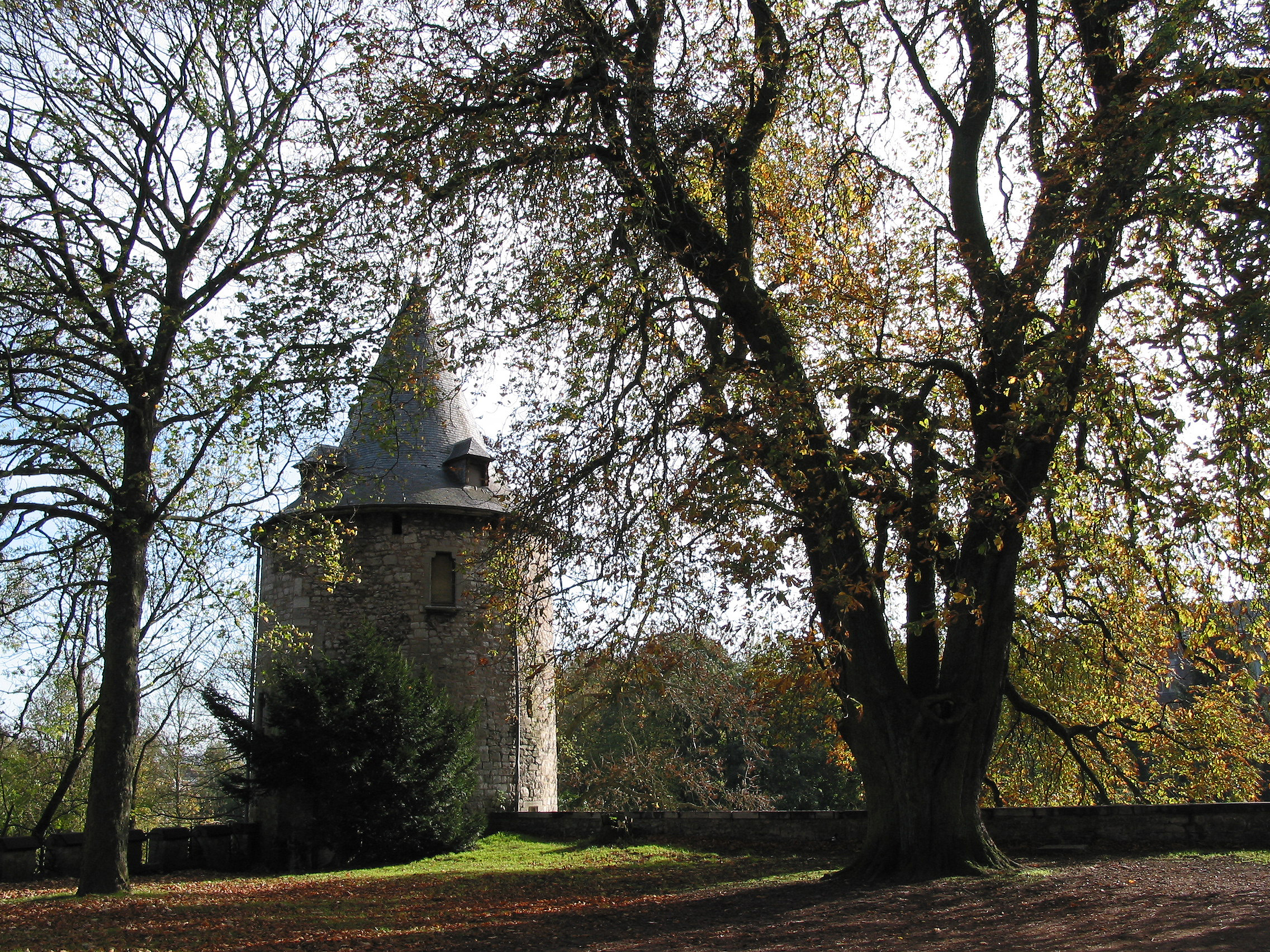
Fontaine-l'Évêque, lâu đài "de Fontaine".

Fontaine-l'Évêquelà một đô thị ở tỉnh Hainaut. Tại thời điểm ngày 1 tháng 1 năm 2006 Fontaine-l'Évêque có dân số 16.687 người. Tổng diện tích là 28,41 km² với mật độ dân số là 587 người trên mỗi km².